# Арнесен, Эмили
Эмили Арнесен (норв. Emily Arnesen; 14 июня 1867, Христиания — 13 августа 1928, Осло) — норвежский зоолог. Занималась преимущественно изучением губок. Стала второй женщиной в Норвегии, защитившей докторскую диссертацию.

## Биография
Эмили Арнесен родилась 14 июня 1867 года в Христиании (ныне Осло). Окончив среднюю школу, она стала готовиться к поступлению в университет, параллельно зарабатывая на жизнь переводами в Норвежском разведывательном управлении. Сдав вступительные экзамены, Арнесен нашла работу гувернантки в Сельюре. С 1891 по 1892 год она училась в университете Христиании, но затем была вынуждена вновь пойти работать гувернанткой, на этот раз в семье министра Отто Блера в Стокгольме. Она также посещала занятия по зоологии и ботанике и, вернувшись в Христианию, начала преподавать в школах и давать частные уроки. Однако свободное время Арнесен посвящала изучению биологии под руководством Йохана Йорта.
В 1894 году Арнесен поехала в Берлин, где безуспешно попыталась получить доступ к работе в зоологической лаборатории. 1896 и 1897 годы она провела в Испании в качестве гувернантки. Вернувшись в Христианию, Арнесен продолжила обучение в зоологической лаборатории, одновременно занимаясь преподавательской деятельностью. Полученные стипендии позволили ей некоторое время работать на прибрежных биостанциях Норвегии, собирая образцы морской фауны.
В 1901 году более крупная стипендия дала Эмили Арнесен возможность поступить в Цюрихский университет, где она училась у Арнольда Ланга и защитила под его руководством докторскую диссертацию о кровеносной системе пиявок. В 1903 году ей предложили должность на немецкой исследовательской станции в Египте, но Арнесен предпочла провести четыре месяца в Амстердаме, в Зоологическом музее, работая под руководством Макса Вебера с музейной коллекцией губок. Губки особенно интересовали её ещё со времён работы на норвежских биостанциях.
В 1905 году Арнесен получила место хранителя Зоологического музея Христиании. На этой должности она оставалась вплоть до 1926 года, когда ей пришлось уволиться из-за проблем со здоровьем. Эмили Арнесен умерла в Осло 13 августа 1928 года.
Основной сферой интересов Арнесен как учёного было изучение губок, одной из наименее изученных групп морских беспозвоночных. Вероятно, в Норвегии она была первым учёным, обратившимся к этой теме, и её работы сохраняют своё значение до нынешнего времени. Ей принадлежит заслуга открытия и описания по меньшей мере двух новых видов губок, названных в её честь, — Gellius arnesenae и Anchinoe arneseni. Арнесен также была одарённым педагогом и автором учебного пособия по зоологии для высших школ.